# Jang Ok-rim
Jang Ok-rim, född 8 februari 1948, är en nordkoreansk före detta volleybollspelare.
Hon blev olympisk bronsmedaljör i volleyboll vid sommarspelen 1972 i München.